# Young Life
Young Life es una Organización Cristiana Internacional, sin ánimo de lucro. Young Life consiste de muchas ramas del ministerio pero más comúnmente el nombre "Young Life" se refiere al apartado dirigido hacia adolescentes. El personal de Young Life y líderes voluntarios construyen relaciones con adolescentes a través de una variedad de interacciones sociales, eventos formales e informales, y viajes en grupo. 
Young Life se encuentra en más de 100 países de los cinco continentes. La sede de Young Life está en Colorado Springs, Colorado. 

## Historia
Young Life empezó cuando Jim Rayburn, un joven líder en Gainesville, Texas, se le dio el desafío de alcanzar estudiantes de secundaria quienes no estaban interesados en la iglesia. Jim solía decir que hay dos razones por la que los jóvenes no vienen a la escuela de la iglesia. Primero es en domingo y segundo se llama escuela.[cita requerida]  Para conectarse con estos estudiantes de secundaria, Rayburn se propuso pasar tiempo y desarrollar relaciones con ellos (esto vino a ser conocido como trabajo de contacto). Después de establecer relaciones con los jóvenes, empezó clubes semanales. Una típica reunión de Young life consiste en cantos, teatros, un juego o dos, y un mensaje final acerca de Jesucristo. Pronto, la popularidad de estos clubes aumento, alcanzando a muchos adolescentes.
Young Life en los Estados Unidos fue fundado oficialmente por Jim Rayburn en Texas el 16 de octubre de 1941. La filosofía de esta versión americana inspiró esfuerzos evangelísticos en más de 100 otros países, y Young Life alcanza un estimado de 1 millón de jóvenes al año.

## Propósito
Los líderes de Young Life establecen que su filosofía es de un ministerio «encarnacional» o «relacional», que Young Life define como un ministerio donde líderes adultos voluntarios construyen relaciones mentoras y comparten sus vidas con adolescentes con el objetivo de enseñarles acerca de Jesucristo y como vivir la vida en una relación personal con Él y para Él. La meta de Young life es esparcir el evangelio de Jesucristo en orden de expandir la creencia en áreas sin o limitada influencia cristiana.
Las actividades de Young Life son coordinadas por el director de área, otros miembros del personal o líderes voluntarios de Young Life, que son asignados a una Escuela Secundaria en particular. Estos líderes voluntarios son usualmente entrenados, entrevistados, seleccionados por el director de área (quien envía su información al Young Life nacional), quien es responsable en última instancia por sus acciones y las actividades planeadas. El proceso de entrenamiento es dejado al juicio del director de área, en cualquier caso Young Life tiene una jerarquía donde un miembro del personal supervisor es responsable por cada miembro del personal bajo él todo el camino hasta el presidente de la organización.
Young Life está activo en los 50 estados de Estados Unidos y actualmente hay presente un club de Young life en 2500 secundarias a lo largo de la nación. Se ha expandido a más de 100 países a través de Europa, Asia, Australia/Oceanía, África, América del Norte y del sur. Más de 90.000 adolescentes pasan un fin de semana durante el año escolar o en el verano en uno de campamentos propiedad de Young Life en Estados Unidos y Canadá.
Young Life no está limitada a solo a Institutos o Escuelas Secundarias, ha expandido sus esfuerzos para alcanzar a otros jóvenes, y otros ministerios de Young Life han sido creados.
Capernaum: Ministerio de Young Life para jóvenes con necesidades especiales. Nombrado por la ciudad donde Jesús hizo milagros.
Small Town/Rural: Ministerio de Young Life para jóvenes de pueblos con una sola escuela secundaria y población de menos de 25.000.
Multicultural: Ministerio de Young Life para minorías raciales y étnicas, enfocado en jóvenes de lugares de alta densidad poblacional histórica, social o económicamente desaventajados.
WyldLife: Ministerio de Young Life dedicado a estudiantes de los últimos años de primaria.
YoungLives: Ministerio de Young Life dedicado a madres adolescentes.
Young Life College:   alcanza a estudiantes universitarios y recluta líderes.

## Estrategia Organizacional
La organización de Young Life tiene medios oficiales, internacionales de alcanzar a los jóvenes a través de las "5 C":
Contacto - Cualquier instante en que líderes de Young Life pasan tiempo con adolescentes de manera informal en lo que es conocido como «trabajo de contacto». Ejemplos del trabajo de contacto es asistir a eventos deportivos del colegio, hablar con los estudiantes, y pasar tiempo con ellos después de las horas de estudio.  El trabajo de contacto es el fundamento del trabajo de Young Life.
Club (Kedada en España)- El Club es un evento de proclamación del evangelio llevado semanalmente a lo largo del año escolar; es el brazo principal de alcance del ministerio. Su propósito es introducir y presentar el mensaje de Jesucristo a adolescentes. El club generalmente incluye una o más de las siguientes actividades: cantar canciones clásicas o populares, actuaciones presentadas por estudiantes o líderes, juegos/rompe hielos, y una charla corta acerca de Jesús y la biblia, a menudo relacionada con la vida del hablante. El club es la más frecuente, representada y visible actividad de Young Life. La membresía está abierta a todos los estudiantes y no tiene ningún requerimiento.
Campaigners (Crecimiento en España) - Un estudio bíblico opcional, es una reunión de discipulado bíblico para estudiantes guiada por un líder adulto voluntario o miembro del personal. La campaña típicamente incluye una o más de las siguientes actividades: estudio bíblico, oración, adoración cristiana musical, y debate entre los participantes.
Campamento - A lo largo del año, personal y voluntarios organizan y preparan un viaje para ir con adolescentes a uno de los campamentos de la organización. La mayoría de los campamentos están ocupados todos los veranos y fines de semana. Los campamentos duran entre 5 - 10 días en verano y 2 - 5 días en época de clases. Incluyen numerosas actividades al exterior, tales como deportes, escalada, piscina, bicicleta de montaña, variando de acuerdo a las instalaciones del campamento. Los campamentos de YL generalmente incluyen un club diario y un tiempo de puesta en común llamado Cabin Time (Tiempo de cabaña) al final del día, un tiempo para reflexionar en lo que han oído acerca de Jesús y la vida en general. Los campamentos de verano son atendidos por estudiantes y voluntarios conocidos como Work Crew (Equipo de trabajo) y estudiantes universitarios conocidos como Summer Staff (Personal de verano), junto con los miembros de tiempo completo del campamento de Young Life y los internos durante todo el año. Los equipos de Work Crew y Summer Staff trabajan voluntariamente entre 3 y 5 semanas, dependiendo de cada campamento. Work Crew generalmente hace el «trabajo sucio», tal como lavar platos, servir comida, cortar el césped, o limpiar las cabins. ESummer Staff tiene más responsabilidades en su trabajo, son los responsables de las escaladas con cuerda, carreras, juegos en piscinas o quedan en la oficina o atienden la tienda de comestibles.
Comité - Comité es un grupo de adultos que está comprometido a apoyar Young Life en su área local. Este comité generalmente está enfocado a una combinación de oración, planificación y búsqueda de apoyo financiero. La mayoría de los comités de Young life tienen un presidente voluntario, responsable de la coordinación de todos los esfuerzos. Los presidentes de comité a menudo copatrocinan los esfuerzos de recaudación local de fondos, como los directores de área son responsables de levantar el presupuesto para su área. Banquetes y torneos de golf son ejemplos comunes de levantación de fondos.

## Campamentos

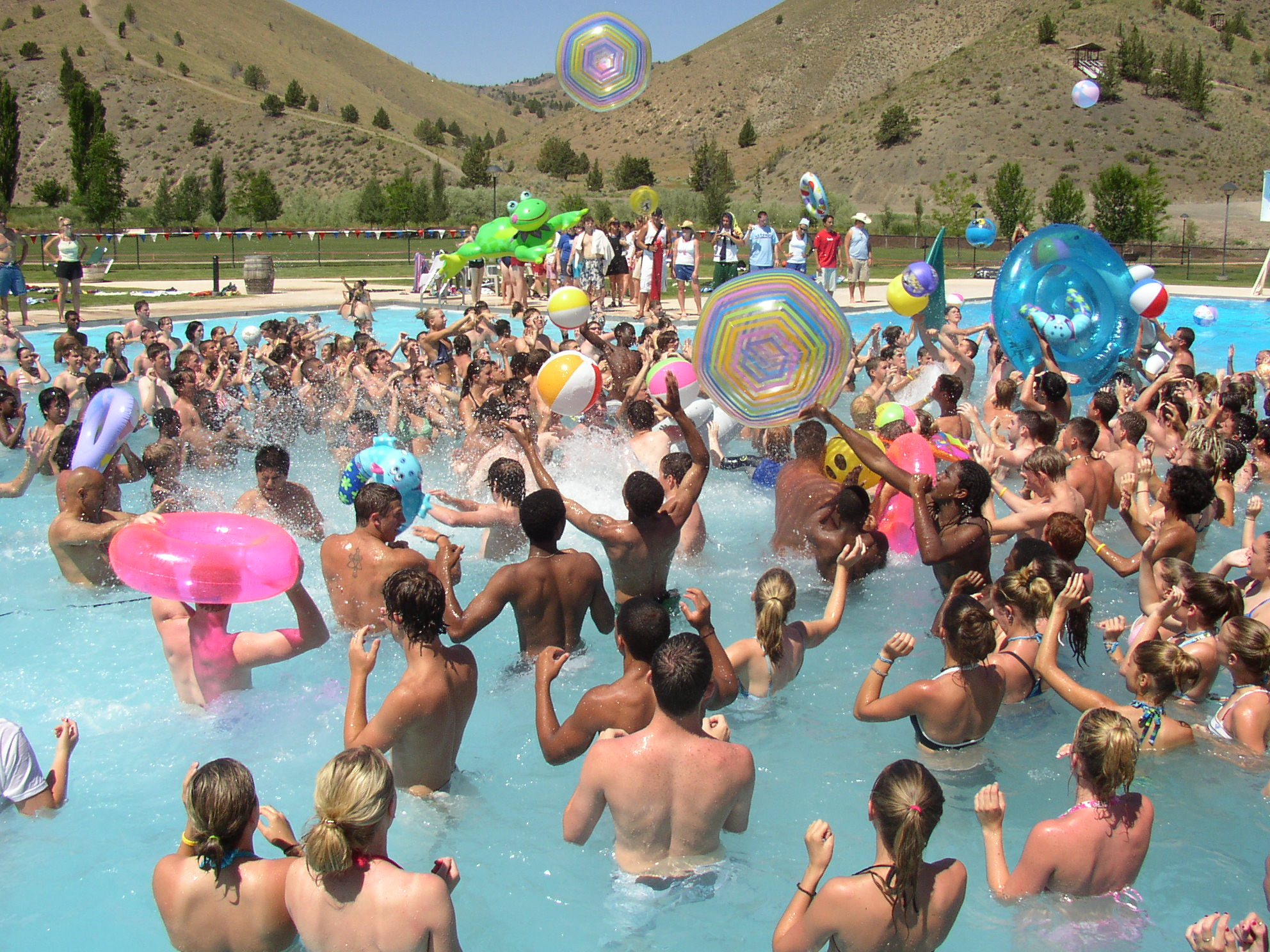
Campamentistas en la piscina en Wildhorse Canyon (ahora Washington Family Ranch).

Actualmente casi 30 campamentos de Young life a lo largo de Estados Unidos, dos en Canadá, tres en América latina y varios más en el resto del mundo, como Praz de Lys, en los Alpes franceses.
Casi 90,000 jóvenes a lo largo del mundo pasan una semana en campamentos de Young Life.

### Campamentos de Young Life en Estados Unidos
- Breakaway Lodge en Gearhart, Oregón
- Buttercreek Lodge en Centralia, Washington
- Castaway Club en Detroit Lakes, Minnesota
- Crooked Creek Ranch en Fraser, Colorado
- Frontier Ranch en Buena Vista, Colorado
- Lake Champion en Glen Spey, Nuevo York[6]
- Lost Canyon en Williams, Arizona
- Mountain Lodge en Soda Springs, California
- Oakbridge en Ramona, California
- Rockbridge Alum Springs en Goshen, Virginia
- Saranac Village en Upper Saranac Lake en Santa Clara, Nuevo York
- SharpTop Cove en Jasper, Georgia
- Southwind en Ocklawaha, Florida
- Timber Wolf Lake en Lake City, Míchigan
- Trail West Lodge en Buena Vista, Colorado
- Wilderness Ranch en Creede, Colorado
- Washington Family Ranch en Antelope, Oregón[7]
- Windy Gap en Weaverville, Carolina del Norte
- Woodleaf en Challenge-Brownsville, California

### Campamentos de Young Life en Canadá
- Malibu Club en Princess Louisa Inlet, Columbia Británica
- Beyond Malibu en Princess Louisa Inlet, Columbia Británica
- RockRidge Canyon en Princeton, Columbia Británica

### Campamentos de Young Life fuera de Estados Unidos
- Pico Escondido, República Dominicana
- Fazenda Salto, Minas Gerais, Brasil
- La Finca, Nicaragua
- Algo Nuevo - Young Life Perú
- La mejor Semana de tu Vida Argentina
- Campamento Aventura, Venezuela
- Campamanto Extremo Internacional ( Honduras)
- Praz de Lys (Francia)
- Cairn Brae Archivado el 5 de noviembre de 2019 en Wayback Machine. (Escocia)

## Young Life en España[8]
Young Life tiene también sede en España, así como múltiples "delegaciones" en diversas ciudades del Estado.
- Young Life Banyoles - Sede principal de la Fundación Young Life en el España, dado que es donde se encuentran las oficinas centrales y un centro juvenil abierto, ubicado en la ciudad de Bañolas, Cataluña.
- Young Life Barcelona - Ubicado en la ciudad de Barcelona, Cataluña. Trabaja en diferentes institutos públicos del área metropolitana, entre ellos en Cornellà de Llobregat.
- Young Life Madrid - Con diferentes zonas de influencia, como son Moralzarzal o Alameda de Osuna
- Young Life Andalucía - Ubicado en la ciudad de Córdoba.
- Young Life Euskadi - Ubicado en la ciudad de San Sebastián.
- CamperPlay. Orientado al mundo juvenil que le gusta el mundo friki, geek, de los videojuegos y los juegos de mesa